# Воскресенская волость (Новоузенский уезд)
Воскресенская во́лость — административно-территориальная единица, входившая в состав Новоузенского уезда Самарской губернии. 
Административный центр — село Воскресенка.
Население волости составляли преимущественно русские и малороссы; православные. 
В период до установления советской власти волость имела аппарат волостного правления, традиционный для таких административно-территориальных единиц Российской империи.
Волость располагалась в западной части Новоузенского уезда. Согласно карте уездов Самарской губернии 1912 года волость граничила: на западе - с Тарлыцкой волостью, на севере - с Малышинской волостью, на северо-востоке - с Нижне-Караманской волостью, на востоке - с Краснокутской волостью, на юге  с Гуссенбахской и Бизюкской волостями.
Территория бывшей волости является частью земель Краснокутского и Энгельсского районов Саратовской области (административный центр области — город Саратов).

## Состав волости
| № | Населённые пункты (без хуторов) | Население (1889 год) | Население (1910 год) | Преобладающие национальности, вероисповедания | Современное состояние     |
| - | ------------------------------- | -------------------- | -------------------- | --------------------------------------------- | ------------------------- |
| 1 | село Воскресенка                | 3714                 | 5276                 | русские и малороссы , православные            | село, Энгельсский район   |
| 2 | село Ильинка                    | 437                  | 638                  | русские, православные                         | село, Краснокутский район |